# Gaspard Yurkievich
 (mars 2013).
Gaspard Yurkievich, né à Paris le 16 mai 1972, est un créateur de mode féminine et masculine et de chaussures Femme.

## Historique
Il étudie au Studio Berçot. En 1997,, Gaspard Yurkievich participe au Festival international de mode et de photographie à Hyères et remporte le prix des « jeunes  stylistes »,.
En juin 2003, il présente sa première collection pour homme.
En 2008, il devient directeur artistique chez Rodier et est notamment chargé de développer l'activité commerciale sur le web. Il continue en parallèle de développer sa propre activité. Il quitte Rodier en 2010.
En janvier 2016, il lance une collection capsule nommée Onepiece.